# Station Penrith
Penrith is een spoorwegstation van National Rail in Penrith, Eden in Engeland. Het station is eigendom van Network Rail en wordt beheerd door Avanti West Coast. 